# Sakiewnik (rodzaj ssaków)
Sakiewnik (Saccolaimus) – rodzaj ssaków z podrodziny grobowników (Taphozoinae) w obrębie rodziny upiorowatych (Emballonuridae).

## Rozmieszczenie geograficzne
Rodzaj obejmuje gatunki występujące w Afryce, Azji i Australii.

## Morfologia
Długość ciała (bez ogona) 72–135 mm, długość ogona 22–36 mm, długość ucha 16–27 mm, długość tylnej stopy 13–27 mm, długość przedramienia 61–95 mm; masa ciała 21–114 g.

## Systematyka
Rodzaj zdefiniował w 1838 roku holenderski zoolog Coenraad Jacob Temminck w artykule zatytułowanym O rodzajach Taphozous, Emballonura, Urocryptus i Diclidurus, opublikowanym w czasopiśmie „Tijdschrift voor natuurlijke geschiedenis en physiologie”. Gatunkiem typowym jest (oryginalne oznaczenie) sakiewnik nagozady (S. saccolaimus).

### Etymologia
- Saccolaimus: gr. σακκος sākkos ‘worek, torba’; λαιμος laimos ‘gardło’[8].
- Taphonycteris: gr. ταφος taphos ‘grób’; νυκτερις nukteris, νυκτεριδος nukteridos ‘nietoperz’[9]. Gatunek typowy: Dobson wymienił trzy gtatunki – Taphozous peli Temminck, 1853, Taphozous saccolaimus Temminck, 1838 i Taphozous affinis[a] Dobson, 1875 – z których typem nomenklatorycznym jest Taphozous saccolaimus Temminck, 1838.

### Podział systematyczny
Do rodzaju należą cztery występujące współcześnie gatunki:
| Grafika | Gatunek                  | Autor i rok opisu     | Nazwa zwyczajowa       | Podgatunki         | Rozmieszczenie geograficzne | Podstawowe wymiary                                        | Status IUCN |
| ------- | ------------------------ | --------------------- | ---------------------- | ------------------ | --- | --------------------------------------------------------- | ----------- |
|         | Saccolaimus peli         | (Temminck, 1853)      | sakiewnik afrykański   | gatunek monotypowy | pas leśny w Afryce Zachodniej i Środkowej, od południowej Gwinei i Liberii na wschód do Demokratycznej Republiki Konga i zachodniej Ugandy, zapisy w zachodniej Kenii i wschodniej Angoli | DC: 11–13,5 cm DO: 2,7–3,6 cm DP: 8,4–9,5 cm MC: 77–114 g | LC          |
|         | Saccolaimus saccolaimus  | (Temminck, 1838)      | sakiewnik nagozady     | 5 podgatunków      | Azja Południowa i Południowo-Wschodnia od Indii (wraz z Wielkim Nikobarem) i Sri Lanki do Filipin, Nowej Gwinei, Wysp Salomona i północnej Australii; zakres wysokości: 0–1200 m n.p.m.   | DC: 8,8–10 cm DO: 2,2–3,5 cm DP: 6,8–7,8 cm MC: 40–50 g   | LC          |
|         | Saccolaimus mixtus       | Troughton, 1925       | sakiewnik papuaski     | gatunek monotypowy | Papua-Nowa Gwinea (południowe wybrzeże Prowincji Zachodniej i Dystrykt Stołeczny) i Australia (północny półwysep Jork); być może wyspy Cieśniny Torresa                                   | DC: 7,2–7,9 cm DO: 2,2–2,9 cm DP: 6,1–6,8 cm MC: 21–27 g  | NT          |
|         | Saccolaimus flaviventris | (W.C.H. Peters, 1867) | sakiewnik żółtobrzuchy | gatunek monotypowy | większość kontynentalnej Australii, wraz z wyspami Tiwi, Groote Eylandt, Wielka Wyspa Piaszczysta i Moreton oraz Papua-Nowa Gwinea (2 stare zapisy); zakres wysokości: do 6000 m n.p.m.   | DC: 7,5–9 cm DO: 2,5–3,5 cm DP: 7,2–8,7 cm MC: 30–60 g    | LC          |

Kategorie IUCN:  LC  – gatunek najmniejszej troski,  NT  – gatunek bliski zagrożenia.
Opisano również kilka wymarłych gatunków:
- Saccolaimus abitus (Wesselman, 1984)[13] (Etiopia; wczesny pliocen)
- Saccolaimus incognita Butler & Hopwood, 1957[14] (Kenia; miocen)
- Saccolaimus kenyensis Gunnell & Manthi, 2018[15] (Kenia; wczesny pliocen).